# Ilsede
Ilsede è un comune di 21 975 abitanti, della Bassa Sassonia, in Germania.
Appartiene al circondario (Landkreis) di Peine (targa PE).
Nel 2015 al suo territirio è stato unito quello del soppresso comune di Lahstedt.